# Бурмаз, Борисав
Борисав Бурмаз (серб. кир. Борислав Бурмаз; род. 21 апреля 2001, Валево) — сербский футболист, нападающий румынского клуба «Рапид».

## Карьера
Воспитанник академии клуба «Црвена звезда». 3 октября 2018 года дебютировал в Юношеской лиге УЕФА против ПСЖ (до 19 лет). В августе 2020 года был арендован клубом «Графичар Белград».
22 августа дебютировал в матче Первой лиги Сербии против «ИМТ». 18 сентября забил дебютный гол за команду против «Жарково».
Летом 2021 года перешёл в клуб «Раднички». 6 августа дебютировал в матче против «Радника». 26 сентября забил дебютный гол в ворота клуба «Металац».
1 июля 2022 года на правах свободного агента перешёл в «Вождовац».